# 1981 في إسرائيل
فيما يلي قوائم الأحداث التي وقعت خلال عام 1981 في إسرائيل.

## سياسة

### تعيين في المنصب
- 20 يوليو – أبا إيبان عضو الكنيست [الإنجليزية]‏.
- 20 يوليو – أهارون أبوهاتزيرا عضو الكنيست [الإنجليزية]‏.
- 20 يوليو – أوري صباغ عضو الكنيست [الإنجليزية]‏.
- 20 يوليو – إسحاق برمان عضو الكنيست [الإنجليزية]‏،وزير الطاقة  [لغات أخرى]‏.
- 20 يوليو – إسحاق رابين عضو الكنيست [الإنجليزية]‏.
- 20 يوليو – إلياهو بن إليسار عضو الكنيست [الإنجليزية]‏.
- 20 يوليو – إيهود أولمرت عضو الكنيست [الإنجليزية]‏.
- 20 يوليو – حاييم هرتصوغ عضو الكنيست [الإنجليزية]‏.
- 20 يوليو – شولاميت ألوني عضو الكنيست [الإنجليزية]‏،عضو الكنيست [الإنجليزية]‏.
- 20 يوليو – مردخاي غور عضو الكنيست [الإنجليزية]‏.
- 20 يوليو – مناحم بيجن عضو الكنيست [الإنجليزية]‏.
- 20 يوليو – موشيه آرنز عضو الكنيست [الإنجليزية]‏.
- 20 يوليو – ميريام جليزر تعاسة عضو الكنيست [الإنجليزية]‏.
- 20 يوليو – يهودا هاشاي عضو الكنيست [الإنجليزية]‏.
- 20 يوليو – يوسف بورغ عضو الكنيست [الإنجليزية]‏.
- 20 يوليو – يوفال نئمان عضو الكنيست [الإنجليزية]‏.
- 5 أغسطس – أرئيل شارون وزير الدفاع  [لغات أخرى]‏.
- 5 أغسطس – إسحاق موداعي وزير بدون حقيبة وزارية.

### انتهاء فترة المنصب
- 12 يناير – حماد أبو ربيعة عضو الكنيست [الإنجليزية]‏.
- 13 فبراير – أوري أفنيري عضو الكنيست [الإنجليزية]‏.
- 20 فبراير – ستيف فيرتهايمر عضو الكنيست [الإنجليزية]‏.
- 20 يوليو – سعدية مارسيانو عضو الكنيست [الإنجليزية]‏.
- 20 يوليو – أبا إيبان عضو الكنيست [الإنجليزية]‏.
- 20 يوليو – أهارون أبوهاتزيرا عضو الكنيست [الإنجليزية]‏.
- 20 يوليو – استير هرليتز عضو الكنيست [الإنجليزية]‏.
- 20 يوليو – إسحاق برمان عضو الكنيست [الإنجليزية]‏.
- 20 يوليو – إسحاق رابين عضو الكنيست [الإنجليزية]‏.
- 20 يوليو – إيهود أولمرت عضو الكنيست [الإنجليزية]‏.
- 20 يوليو – زيدان عطشي عضو الكنيست [الإنجليزية]‏.
- 20 يوليو – زيراح فرهابتيغ عضو الكنيست [الإنجليزية]‏.
- 20 يوليو – سعدية مارسيانو عضو الكنيست [الإنجليزية]‏.
- 20 يوليو – شموئيل طوليدانو عضو الكنيست [الإنجليزية]‏.
- 20 يوليو – شولاميت ألوني عضو الكنيست [الإنجليزية]‏،عضو الكنيست [الإنجليزية]‏.
- 20 يوليو – عساف ياجوري عضو الكنيست [الإنجليزية]‏.
- 20 يوليو – عيزر فايتسمان عضو الكنيست [الإنجليزية]‏.
- 20 يوليو – مائير عاميت عضو الكنيست [الإنجليزية]‏.
- 20 يوليو – مناحم بيجن عضو الكنيست [الإنجليزية]‏،وزير الدفاع  [لغات أخرى]‏.
- 20 يوليو – موشيه آرنز عضو الكنيست [الإنجليزية]‏.
- 20 يوليو – يغائيل يادين عضو الكنيست [الإنجليزية]‏،نائب رئيس الوزراء ‏.
- 20 يوليو – يهودا هاشاي عضو الكنيست [الإنجليزية]‏.
- 20 يوليو – يوسف بورغ عضو الكنيست [الإنجليزية]‏.
- 5 أغسطس – أرئيل شارون وزير الزراعة والتنمية  [لغات أخرى]‏.
- 5 أغسطس – إسحاق موداعي وزير الطاقة  [لغات أخرى]‏.
- 16 أكتوبر – موشيه دايان عضو الكنيست [الإنجليزية]‏.

## مواليد

### يناير
- 1 يناير – لوسي هريش إعلامية عربية إسرائيلية.
- 27 يناير – يانيف كاتان لاعب كرة قدم إسرائيلي.

### أبريل
- 9 أبريل – موران أتياس ممثلة إسرائيلية.

### مايو
- 17 مايو – شيري ميمون مغنية إسرائيلية.

### يونيو
- 9 يونيو – ناتالي بورتمان ممثلة أمريكية إسرائلية.

### أغسطس
- 8 أغسطس – هاريل سقعت

### أكتوبر
- 28 أكتوبر – أورن حزان سياسي إسرائيلي.

### ديسمبر
- 15 ديسمبر – إيليانوف باردا لاعب كرة قدم إسرائيلي.

## وفيات

### يناير
- 12 يناير – حماد أبو ربيعة (مواليد 1929) سياسي إسرائيلي.